# Planès
Planès is een gemeente in het Franse departement Pyrénées-Orientales (regio Occitanie). De plaats maakt deel uit van het arrondissement Prades. Planès telde op 1 januari 2022 56 inwoners.

## Geografie
De oppervlakte van Planès bedroeg op 1 januari 2022 14,24 vierkante kilometer; de bevolkingsdichtheid was toen 3,9 inwoners per km².

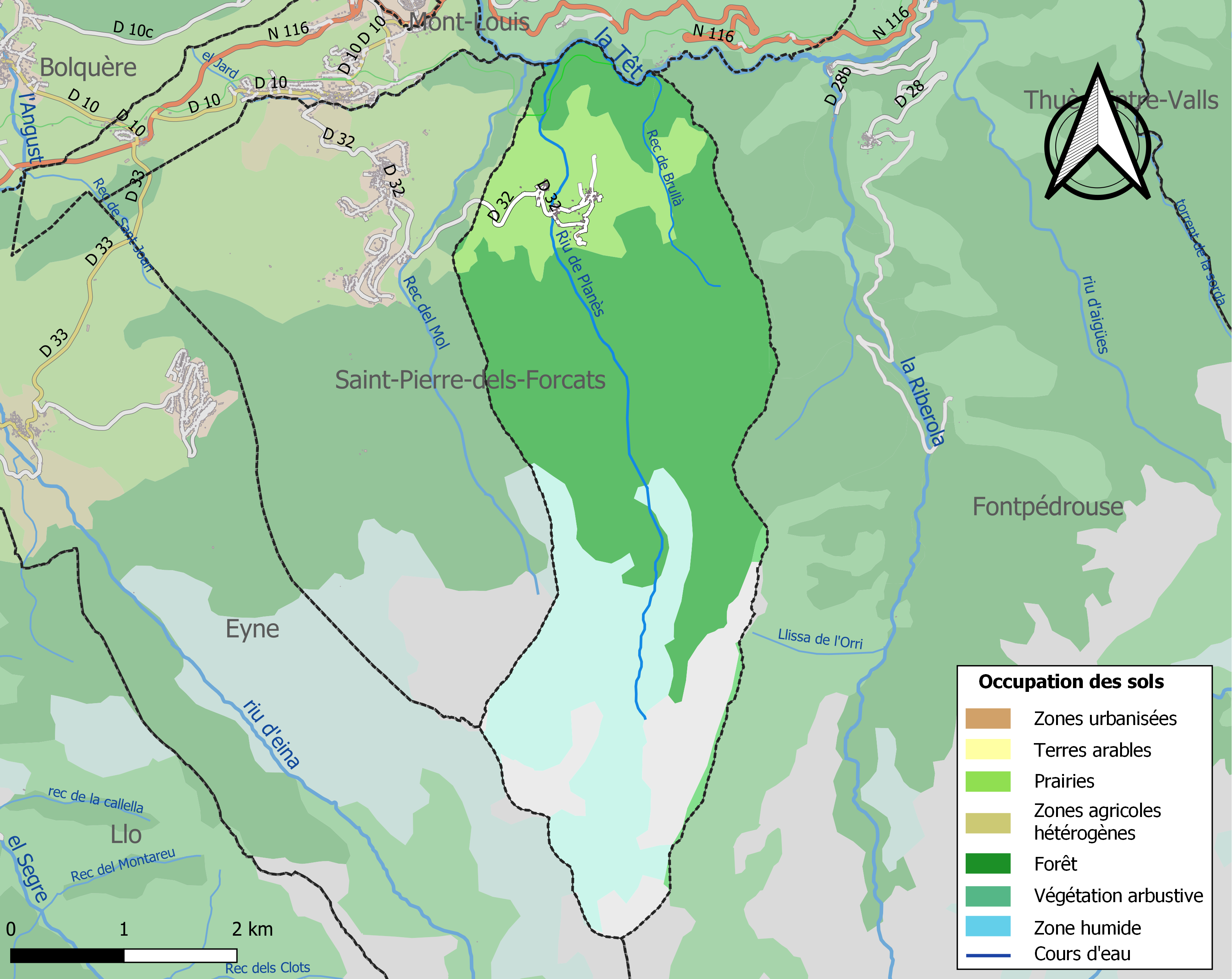
Kaart van de gemeente met de belangrijkste infrastructuur, bodemgebruik en omliggende gemeenten

## Verkeer en vervoer
In de gemeente ligt spoorwegstation Planès.

## Demografie
Onderstaande figuur toont het verloop van het inwonertal (bron: INSEE-tellingen).